# Christian Friedrich Jahns
Christian Friedrich Jahns (auch: Heinrich Christian Jahns und Johann Friedrich Christian Jahns sowie Johann Christian Jahns und Johann Christian Jahn und Namensvarianten) (* 26. September 1810 in Afferde bei Hameln; † nach 1868) war ein deutscher Lehrer und Schulbuch-Autor.

## Leben
Jahns erhielt seinen ersten Schulunterricht in seinem Geburtsort Afferde, wechselte nach seiner Konfirmation zunächst nach Hameln, wo er drei Jahre die dortige Lateinschule besuchte. Anschließend zog er nach Hannover und besuchte etwa zwei Jahre das dortige Lyceum, wo er sich anfangs auf das Studium der Theologie vorbereitete. Dann entschied er sich jedoch für das Elementar-Volksschulwesen und besuchte hierfür drei Monate das Vorbereitungs-Institut des hannoverschen Schullehrer-Seminars, um dann erst anderthalb Jahre als Adjunktus an der Hamelner Schuler zu arbeiten sowie zwei Jahre als Hauslehrer in Bückeburg. Infolge seiner Berufserfahrungen verlegte Jahns den Schwerpunkt seiner Arbeiten weg von den Sprachen hin zu den naturwissenschaftlichen Fächern und die Pädagogik.
So besuchte er erneut das hannoversche Schullehrer-Seminar, an dem er zu Michaelis 1832 seine Maturitätsprüfung bestand und dann als wirkliches Mitglied in jene Anstalt aufgenommen wurde. Dort vertiefte er innerhalb von zwei Jahren unter der Leitung des Anstalts-Inspektors Friedrich Gottfried Rettig und des Oberlehrers Friedrich Krancke seine Kenntnisse, insbesondere in der Katechetik und der Elementarmathematik. Michaelis übertrug ihm 1834 das Hohe Königliche Ober-Schulkollegium den Unterricht in den unteren Klassen des hannoverschen Lyceums. Bereits im selben Jahre wurde er – nachdem er sein Rektor-Examen abgelegt hatte – Konrektor an der Neustädter Knabenschule zu Hannover unter seinem Schwiegervater, Rektor Ernst Justus Ludwig Fromme.
1852 stellte der Magistrat der Stadt Hannover Jahns an der Mittelschule als Hauptlehrer der 4. Klasse an.
Jahns veröffentlichte verschiedene über den Buchhandel erhältliche Schulbücher in teilweise mehreren Auflagen wie ein Lehrbuch der deutschen Sprache und eine Biblische Geschichte für evangelische Jugendliche.

## Schriften
- Leitfaden für den Religionsunterricht in den untern Classen der Gymnasien und höhern Bürgerschulen. Nach den fünf Hauptstücken des lutherischen Katechismus entworfen von J. Ch. Jahns, Hannover: Hahn'sche Hofbuchhandlung, 1840
- Johann Ch. Jahns: Lehrbuch der deutschen Sprache für Schüler auf der zweiten Stufe des deutschen Sprachunterrichts, 11. Auflage, Hannover: Helwing'sche Verlagsbuchhandlung, [1892];[3]
- J. Chr. Jahns Biblische Geschichte, 8. Auflage, Hannover: Helwig, [um 1880][4]